# Cliniodes costimacula
Cliniodes costimacula là một loài bướm đêm trong họ Crambidae.